# The Witcher (jeu vidéo)
The Witcher (sorti en Pologne sous le nom de : Wiedźmin) est un jeu vidéo de type action-RPG développé par le studio polonais CD Projekt et édité par Atari Inc.. Il sort en 2007 sur les ordinateurs dotés de Windows et en 2012 sur ceux équipés de Mac OS. Une version pour les consoles Xbox 360 et PlayStation 3, annoncée fin 2008, a été annulée l'année suivante. Une version améliorée intitulée The Witcher: Enhanced Edition est sortie en 2008.
Il est le premier jeu vidéo à prendre place dans l'univers littéraire du Sorceleur, créé par l'écrivain polonais Andrzej Sapkowski. Le jeu met en scène le sorceleur Geralt de Riv et prend place plusieurs années après les évènements du roman La Dame du lac, le dernier ouvrage de la saga littéraire publié en 1999.
Il connait deux suites, The Witcher 2: Assassins of Kings en 2011, et The Witcher 3: Wild Hunt en 2015. Un quatrième opus est également en préparation.
En octobre 2022, le studio annonce une nouvelle version du jeu qui tournera grâce au moteur Unreal Engine 5.

## Trame

### Univers et personnages
Le jeu se déroule sur le Continent, un monde de fantasy dans lequel cohabitent humains, elfes, nains et de multiples races de monstres.
Le personnage principal est Geralt de Riv, un humain génétiquement modifié grâce à un entraînement intensif à compter de l'enfance afin de devenir un Sorceleur, c'est-à-dire un chasseur de monstres offrant ses services,. Supposé mort depuis cinq ans et souffrant d'amnésie, Geralt se retrouve à Kaer Morhen, l'école de la guilde des Sorceleurs du Loup, où se trouve son mentor Vesemir, ainsi que les sorceleurs Lambert et Eskel,,,. Son amie, la magicienne Triss Merigold, se trouve également dans la forteresse et l'aidera tout au long de l'aventure.

### Scénario

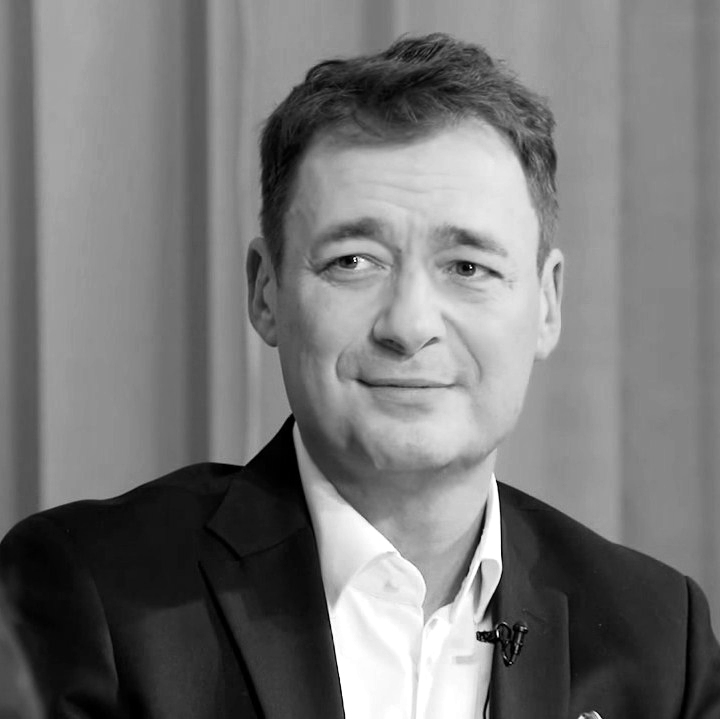
Jacek Rozenek, interprète de Geralt de Riv dans la version polonaise.

Basé sur l'univers médiéval-fantastique d'Andrzej Sapkowski, le jeu permet d'incarner Geralt de Riv, un « Sorceleur » — Wiedźmin en polonais et Witcher en anglais —, membre d'une sorte de guilde de chasseurs de monstres qui ont subi des mutations afin d'être plus efficaces.
L'histoire se situe après la fin de la saga littéraire. Elle a été imaginée par l'équipe de CD Projekt, Andrzej Sapkowski ayant donné son approbation.
Geralt, devenu amnésique, est ramené à Kaer Morhen, la forteresse ancestrale des Sorceleurs, maintenant en ruine et presque vide, car les Sorceleurs ont été presque tous tués lors d'un pogrom ayant eu lieu des années auparavant. Bientôt, ceux-ci sont attaqués par un groupe inconnu mais important. Ses membres présentent deux particularités : d'abord, ils portent des broches sur lesquelles figurent une salamandre. Ensuite, ils semblent beaucoup s'intéresser au laboratoire de la forteresse, lieu où sont entreposés et fabriqués les précieux mutagènes qui confèrent aux Sorceleurs leurs incroyables capacités.
Qui étaient ces assaillants ? D'où venaient-ils ? Qui les a envoyés ? Autant de questions auxquelles Geralt devra tenter de répondre.

## Système de jeu
The Witcher peut se jouer en vue isométrique à la souris.
Contrairement aux jeux des séries The Elder Scrolls ou à Gothic par exemple, où l'on peut dès le départ se rendre quasiment partout sur la carte, The Witcher ne propose pas un monde ouvert, mais préfère offrir une grande densité de quêtes dans des environnements plus cloisonnés, et essentiellement urbains. Il est ainsi nécessaire d'avancer dans la quête principale pour débloquer les 5 chapitres, correspondant tous à un nouveau lieu. Cette absence relative de liberté de mouvement ainsi que la linéarité dans le déroulement du scénario qui en découle sont compensées par la possibilité d'effectuer des choix d'alliances tout au long du jeu, et de la nécessité de faire des choix.
Le système de combat est original en ce qu'il demande d'appuyer sur la souris dans un certain rythme afin d'enchaîner les combos. Il possède aussi une dimension tactique liant les combos de techniques d'escrime dans des styles différents, l'esquive, l'utilisation de certains sorts pouvant entraîner le renversement, la douleur, l'aveuglement, l'étourdissement, l'empoisonnement, l'embrasement ou le saignement, et la composition de nombreux élixirs et produits alchimiques.
L'univers est moins manichéen que ce que propose habituellement le médiéval-fantastique. Au travers des aventures de Geralt de Riv, le scénario aborde explicitement des problématiques complexes, telle que celle de la normalité : tueur de monstre au service de la communauté, Geralt est perpétuellement rejeté par celle-ci, à tel point qu'il ne sait plus s'il est monstre ou homme. Les concepts de bien et de mal s'estompent : pris dans la tourmente de la "grande histoire" qui se joue autour de lui, ses décisions n'entraînent au mieux qu'un "moindre mal". En décidant de ne pas mettre en avant les phases de choix et de différer le résultat de ces décisions, les concepteurs renforcent encore davantage le sentiment d'impuissance du personnage, acteur malgré lui de la guerre civile qui secoue le royaume de Téméria.
Le jeu est aussi mature. Les dialogues sont parfois très crus et vulgaires, et le scénario comme les quêtes secondaires passent par la possibilité de boire plus que de raison ou d'avoir des relations sexuelles avec de nombreuses femmes, actes illustrés grâce à des cartes à collectionner,[source insuffisante].

## Développement
Il s'agit du tout premier jeu du studio.
Le moteur du jeu est une version largement perfectionnée et modifiée (par les développeurs) de l'Aurora Engine de BioWare utilisé dans Neverwinter Nights. Le rendu visuel a cependant été codé par CD Projekt.

## Galerie

Sortie en Pologne Wiedźmin
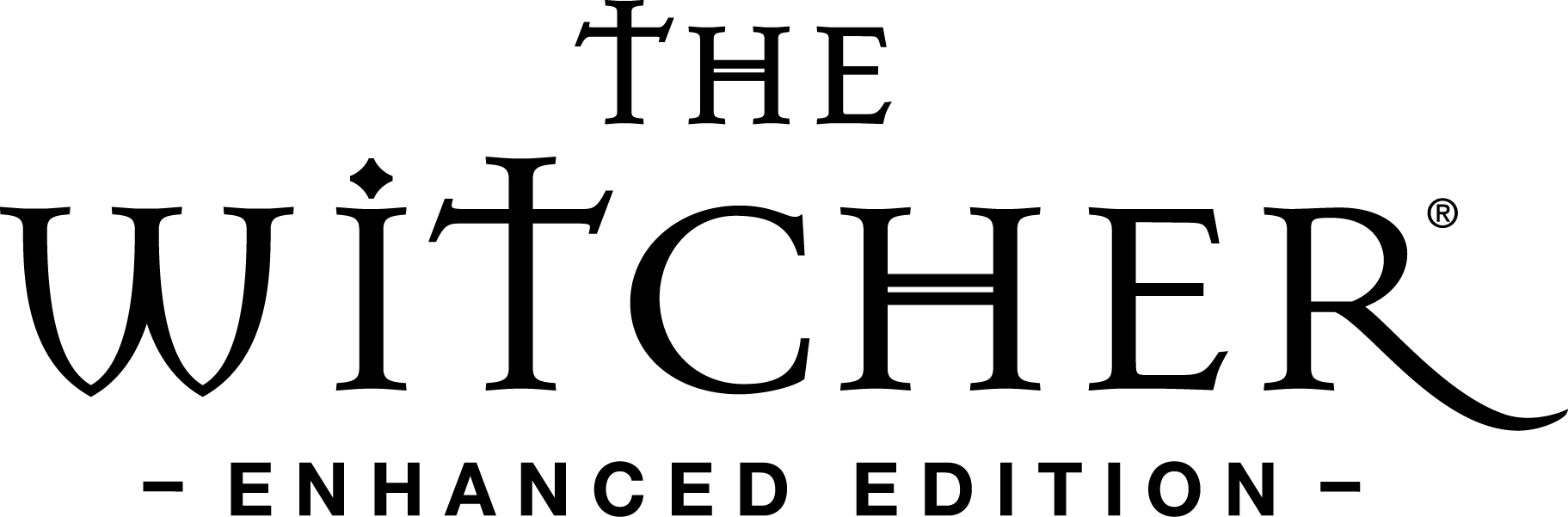
Sortie à l'international The Witcher

## Versions

### Version console
Une version pour les consoles Xbox 360 et PlayStation 3, baptisée The Witcher: Rise of the White Wolf a été dévoilée par CD Projekt en décembre 2008. Prévue pour 2009 sur PlayStation 3 et Xbox 360, elle devait notamment offrir un nouveau système de combat et un nouveau moteur graphique. Le portage a finalement été abandonné en cours de développement.

### Version Mac
En 2012 sort une version tournant sur Mac OS X, baptisée  The Witcher: Enhanced Editor Director's Cut et incluant des contenus et un éditeur de quêtes sortis pour Windows en 2008 avec l'Enhanced Edition.
Elle nécessite un processeur Core 2 Duo, 2 Go de RAM, 10,5 Go d'espace disque et Mac OS 10.6.8 minimum.

### The Witcher: Enhanced Edition
Une version améliorée est sortie en 2008. Nommée The Witcher: Enhanced Edition, elle corrige de nombreux bugs. Elle diminue beaucoup les temps de chargement, diversifie les visages des PNJ et améliore bien d'autres aspects du jeu. Cette édition rajoute aussi deux aventures inédites créées par CD Projekt : Le prix de la neutralité et Effets secondaires ainsi qu'un éditeur d'aventures, afin que les joueurs puissent créer leur propre contenu (certaines étant ensuite incluses dans le jeu par le biais de mises à jour). Elle est aussi vendue en coffret collector contenant le jeu, le CD des bonus, un DVD avec des reportages sur le jeu (interviews de l'équipe du jeu, bonus vidéos, ...), un CD de musique inspirée par le jeu, un manuel, le guide officiel et la première nouvelle écrite par Sapkowski (celle qui retrace la manière dont Geralt a désenvoûté la fille du roi Foltest). Les joueurs qui avaient acheté la version normale se sont vus offrir cette version en téléchargement gratuit. Depuis la sortie de l'Enhanced Edition, la version originale a été remplacée dans le commerce par cette nouvelle version au même prix.

## Accueil

### Critiques
The Witcher est considéré par la critique comme un quasi chef-d'œuvre. Pour certains points notamment, détaillés ci-dessous.
Ainsi, les graphismes sont de façon assez consensuelle acclamés par la critique, pour le système jour-nuit très abouti, les jeux de lumière et d'ombre maîtrisés, ainsi que pour la direction artistique, capable d'immerger le joueur dans de sordides marécages aussi bien que dans les quartiers nobles d'une capitale médiévale. Cette immersion est renforcée par la présence de nombreux personnages et animaux qui animent ces espaces en vaquant à leurs diverses occupations.
De plus, le scénario est vu comme l'un des points forts du jeu. L'histoire est linéaire, certes, mais elle est ponctuée de dilemmes que le joueur seul à la possibilité de résoudre en faisant un choix, il en est alors réellement acteur, d'autant que ces choix influeront également sur les quêtes secondaires qu'il pourra effectuer.
La bande son ainsi que les bruitages et les doublages anglais sont également appréciés.
Il n'en est pas de même pour les doublages français, jugés inappropriés à certains contextes pour ce qui est de leur ton,.
Les avis sur le système de combat sont plus mitigés. Pour le testeur de Gamekult, si tels que présentés lors du prologue, les combats semblent redondants et ennuyants, l'apprentissage des différents styles de combat ainsi que l'ajout des Signes les rendent beaucoup plus intéressants: « les combats de The Witcher peuvent potentiellement se transformer en un jonglage aussi distrayant que complexe. » Pour le testeur de Jeuxvideo.com, l'avis est similaire : « Malgré un début perturbant, le système de combat s'avère finalement bien pensé et agréable à utiliser. »
Enfin, le jeu comporte également des points négatifs, considérés comme nuisibles à l'expérience de jeu. En tête, des temps de chargement longs et présents lorsque le joueur entre dans chaque bâtiment. Ensuite, il n'est pas rare de croiser souvent des « clones » de personnages non joueurs, en raison du faible nombre de modèles types. Enfin, l'interface n'est pas connue pour son ergonomie.

### Ventes
The Witcher a intégré le top des 100 jeux PC les plus vendus de tous les temps en passant la barre des 1,2 million d'exemplaires.

## Postérité

### Série et suite
The Witcher connait un succès qui permet la création de plusieurs suites, The Witcher 2: Assassins of Kings en 2011, puis The Witcher 3: Wild Hunt en 2015.
Le 21 mars 2022, sur Twitter, et via un communiqué sur son site internet, CD Project annonce non seulement un nouveau jeu The Witcher, mais aussi que ce jeu, dont le développement aurait déjà commencé, sera le premier d'une nouvelle saga autour de la licence The Witcher.